# Peter Klemm (Jurist)
Peter Klemm (* 20. Oktober 1928 in Jena; † 29. Dezember 2008 in Bonn) war ein deutscher Verwaltungsjurist und Ministerialbeamter. Als Staatssekretär im Bundesministerium der Finanzen wirkte er an der Wiedervereinigung mit.

## Leben
Nach dem Abitur im Jahre 1946 studierte er an der Friedrich-Schiller-Universität Jena und der Philipps-Universität Marburg Rechtswissenschaft. In Marburg wurde er 1949 im Corps Rhenania Straßburg recipiert. 1951 bestand er die erste juristische Staatsprüfung. Am 12. Dezember 1956 wurde er in Marburg zum Dr. jur. promoviert. Die zweite juristische Staatsprüfung legte er 1958 ab. Er war Assessor in Frankfurt am Main und trat im selben Jahr in die  hessische Finanzverwaltung ein. In Bad Hersfeld leitete er ab 1963 das Finanzamt.

### Bundesministerium der Finanzen
Zum Bundesministerium der Finanzen kam er im Jahre 1964 durch eine Versetzung in die Haushaltsabteilung. Im Jahre 1970 übernahm er die Leitung des Referats für die Allgemeine Finanzverwaltung und die Bundesschuld. Zum Generalreferenten für die Aufstellung des Bundeshaushalts und die Finanzplanung des Bundes wurde er im Jahre 1974 befördert. Ab 1979 hatte er verschiedene Positionen in der Haushaltsabteilung des Ministeriums inne. So leitete er in diesem Jahr die Unterabteilung für die Finanzbeziehungen für die Bundesländer und die Gemeinden sowie ab Mitte des Jahres auch die Unterabteilung für das Allgemeine Haushaltswesen und die Finanzplanung des Bundes.
Ab  1. Juli 1986 bis 1989 leitete er im Ministerium die Zentralabteilung. Zum Ministerialdirektor wurde er am 18. Juli 1986 befördert. Am 1. März 1989 wurde er zum Staatssekretär ernannt, und am 31.  Oktober 1993 trat er in den Ruhestand.
Sein Nachfolger war Manfred Overhaus.

### Verhandlungen zur deutschen Währungsunion
Klemm war sowohl an den Vorbereitungen als auch an den Verhandlungen zum Vertrag über die Währungs-, Wirtschafts- und Sozialunion als auch zum Einigungsvertrag beteiligt. Die strategische Weichenstellung zur Ausgestaltung der Währungsunion fand auf einer Klausurtagung der Abteilungsleiter des Bundesfinanzministeriums am 30. Januar 1990 statt. Dabei zeichnete Ministerialdirektor Bruno Schmidt-Bleibtreu für Klemm in allen Einzelheiten die klare juristische Linie ab, wie die Einigung der deutschen Staaten zu erfolgen habe. Klemm bezeichnete diese Konzeption als den Königsweg des Beitritts. Bei den Verhandlungen mit dem ostdeutschen Verhandlungsführer Günther Krause standen die Themen der Übernahme des westdeutschen Sozialsystems durch die DDR und die Behandlung der Sparguthaben der ostdeutschen Bevölkerung am Anfang der Verhandlungen. Als in der Rangfolge danach wurden die Übernahme des westdeutschen Haushaltssystems für den Staatshaushalt der DDR wie auch für den Gemeindehaushalt als bedeutend eingestuft.
Klemm berichtet in seinen Erinnerungen, dass es eine große Fehleinschätzung der ostdeutschen Delegation war, dass die Industrie der DDR nach der Währungsunion die Wirtschaftsbeziehungen zu den ehemaligen Staaten des Ostblocks habe fortsetzen können. Dem stand nach Ansicht von Klemm die Umstellung des Außenhandels der DDR auf harte Devisen entgegen. Klemm gestand auch die Fehleinschätzung der westdeutschen Seite ein, dass die Leiter der ostdeutschen Industrie sich binnen kurzer Zeit auf die Regeln der Marktwirtschaft hätten einstellen können.
Der Vertragstext zur Währungsunion wurde nach Klemm äußerst präzise in seinem Entwurf von Schmidt-Bleibtreu binnen unglaublich kurzer Frist formuliert. Auf ostdeutscher Seite hatte der Finanzminister der DDR Walter Romberg mit Finanzexperten des Bundesfinanzministeriums die Vorbereitungen der Übernahme des westdeutschen Haushaltssystems vorbereitet. Klemm äußerte sich auch zur Haltung der Bundesbank zur Umstellung der DDR-Währung durch den Vizepräsidenten Helmut Schlesinger. Von diesem habe er nie eine kritische Anmerkung zu unserer Arbeit gehört. Allerdings habe Schlesinger auch auf Risiken dabei hingewiesen. Für Klemm war der Umstellungskurs der DDR-Währung politisch richtig, aber ökonomisch vertrat er eine andere Auffassung. Das Kursverhältnis sei zu hoch angesetzt gewesen. Der Bundeshaushalt wäre bei einem niedrigen Kursverhältnis weniger mit Verbindlichkeiten und Ausgleichsforderungen aus der DDR belastet worden.
Bei der DDR-Bevölkerung hätte das hohe Umtauschverhältnis zu einer Auffassung geführt, relativ viel Geld zur Verfügung zu besitzen. Das hätte ein Konsumverhalten geweckt, dem kein  entsprechendes Maß an Produktivität entsprochen hätte. Klemm wies ausdrücklich darauf hin, dass schon bei den Verhandlungen zur Währungsunion Fachleute aus dem Bundesfinanzministerium darauf hingewiesen hätten, dass in Zukunft Löhne und Gehälter der DDR sich von vornherein stärker an der Produktivität zu orientieren hätten.
Vom Ablauf der Vertragsunterzeichnung im Palais Schaumburg zur Währungsunion zeigte sich Klemm enttäuscht, da die Verhandlungsführer zumeist kaum noch fähig waren, sich wirklich zu freuen.  Klemm führte einen Tag nach dem 1. Juli 1990 die Hauptversammlung in der Außenstelle Berlin des Bundesfinanzministerium durch, in der das Ministerium der Finanzen der DDR übernommen wurde. Den versammelten 700 Mitarbeitern des DDR-Ministeriums teilte er mit, dass bis Jahresende 1990 500 oder mehr entlassen werden. Klemm darüber: Dieser menschlich schwierige Prozess verlief insgesamt ohne allzu große Probleme.

## Schriften
- Die Verhandlungen über die deutsch-deutsche Währungsunion. In: Theo Waigel und Manfred Schell: Tage, die Deutschland und die Welt veränderten. München 1994, S. 135–148

## Ehrungen
- Verdienstorden Pro Merito Melitensi, Kommandeurskreuz (1972)
- Bundesverdienstkreuz am Bande (5. April 1978)[9]
- Großes Bundesverdienstkreuz (27. Oktober 1993)[9]